# 交戦団体
交戦団体（こうせんだんたい）は、内戦において既存の国内政府と対立して一部の地域に対する支配を確立し、既存の国内政府または外国政府から承認を受けた反乱団体である。ただし現代ではこうした交戦団体承認は行われていない。

## 意義
国内で内乱が発生したとしても、既存の政府と反乱軍との関係は国内的な関係にとどまる。しかし外国にとっては、反乱軍が占領し実質的に権力を行使している地域に自国民が在住していたり、当該地域と貿易を行っている場合には、こうした在外権益保護のために反乱軍と交渉して取決めの締結や保証を得る必要がある。現地に対しての支配を失っている既存の政府としては、外国が反乱軍と接触する場合にはあえてこれを阻止したり逆に保障することもせず、実質的に容認することになる。さらに内戦が進行し反乱軍が勢力を拡大すると、既存の政府や外国政府は反乱軍を交戦団体として承認することがある。交戦団体承認を行った外国は既存の政府と反乱団体から中立国としての権利を保障されるが、その一方で交戦団体承認を行った外国は既存の政府と反乱団体双方に対して公平・不援助を求められるなど、中立義務を負う。また交戦団体承認以後は内戦が国際法上の交戦行為とみなされ、国内法に代わって戦時国際法が適用される。そうすることで交戦団体は外国と協定を締結したり、違法な戦闘行為を行えば国際責任を追及されることになる。逆に交戦団体承認がなければ両者の武力衝突に国際法上の交戦法規が適用されることはなく、国家同士の武力紛争以上に凄惨なものになることも少なくなかった。しかし近年では、1949年のジュネーヴ諸条約第3条では「国際的性質を有しない武力紛争」に適用される人道的扱いに関する規定がおかれ、1970年の友好関係原則宣言では交戦団体承認の有無にかかわらず外国には内戦への不介入義務が課されるようになった。1977年のジュネーヴ諸条約第二追加議定書では、一般住人の保護など締約国に課される義務が拡大された。

## 現在
交戦団体の承認は行われていないが、中華人民共和国と中華民国の関係について台湾政府が今でも「一つの中国」論を否定していないことを根拠に、中華民国を「中国」内部の交戦団体と解釈する学者も存在する。